# Auloniella maculisterna
Auloniella maculisterna Roewer, 1960 è un ragno appartenente alla famiglia Lycosidae.
È l'unica specie nota del genere Auloniella.

## Distribuzione
L'unica specie oggi nota di questo genere è stata rinvenuta in Tanzania.

## Tassonomia
Va rilevato anche che Roewer, negli studi in cui si è occupato di questi esemplari, li denomina sempre Auloniella maculisternum, ritenendo Auloniella sostantivo neutro. Per una corretta concordanza, in quanto Auloniella è di genere femminile, il nome del ragno è stato modificato in A. maculisterna.
Dal 1960 non sono stati esaminati altri esemplari, né sono state descritte sottospecie al 2016.